# Tubbercurry
Tubbercurry (in irlandese: Tobar an Choire) è una cittadina nella contea di Sligo, in Irlanda.